# Asimakis Fotilas
Asimakis Fotilas, gr. Ασημάκης Φωτήλας (ur. 1 stycznia 1932 w Patras, zm. 1 lipca 1997) – grecki polityk i prawnik, parlamentarzysta krajowy i eurodeputowany.

## Życiorys
Jego rodzina wywodzi się z Kalawrity, ojciec Aristotelis Fotilas także był parlamentarzystą. Studiował prawo, politologię i ekonomię na Uniwersytecie Narodowym im. Kapodistriasa w Atenach i Uniwersytecie Bostońskim. Praktykował zawodowo jako prawnik.
Działał w Zjednoczonej Lewicy Demokratycznej; w 1958 kandydował na burmistrza Patras, a w 1961 zdobył mandat w Parlamencie Hellenów z listy koalicji PAME. W 1963 uzyskał reelekcję z ramienia Unii Centrum. W okresie junty czarnych pułkowników działał w opozycji, został z tego powodu uwięziony. W 1974 należał do założycieli Ogólnogreckiego Ruchu Socjalistycznego, w kadencji 1977–1981 powrócił do krajowej legislatywy z okręgu Achaja. Od 1 stycznia do 18 października 1981 wykonywał mandat posła do Parlamentu Europejskiego w ramach delegacji krajowej. Przystąpił do Grupy Socjalistów, zasiadł w jej prezydium. Należał do Komisji ds. Rolnictwa i Komisji ds. Kwestii Politycznych. Od 1981 do 1982 pozostawał wiceministrem spraw zagranicznych, następnie do 1984 był podsekretarzem stanu przy premierze ds. diaspory. W 1985 dołączył do Nowej Demokracji.
Od 1962 był żonaty z Aliki Kakuri, mieli czworo dzieci, w tym parlamentarzystę Jasona.